# Ophthalmitis saturniaria
Ophthalmitis saturniaria är en fjärilsart som beskrevs av Ludwig Carl Friedrich Graeser 1888. Ophthalmitis saturniaria ingår i släktet Ophthalmitis och familjen mätare. Inga underarter finns listade i Catalogue of Life.